# Lage Jørgensen Urne (landsdomare)
Lage (Lave, Lauge) Jørgensen Urne , född cirka 1468, död 9 oktober 1530 i Roskilde, var en dansk riddare och landsdomare. Han var halvbror till Roskildebiskopen Lage Jørgensen Urne.
Han var son till "Store" Jørgen Urne till Broløkke och Margrethe Eriksdatter Bille, och skars efter moderns död under förlossningen ut från hennes sida och förlorade därigenom sitt ena öga. Han var herre till Boserup i Luggude herred i Skåne. Han beseglade 1494 sonen för mordet på Jep Bagge. Deltog år 1500 med sin hustru, barn, svärmor och hennes bröder och många andra danskar i en pilgrimfärd till Rom, där de den 31 december blev inskrivna i Helligånds Broderskap. Han betänkes 1503 i Hans Urnes testamente och var 1509 landsdomare i Skåne. Måste 1523 med ett stort antal andra skånska adelsmän på nytt svära trohet och lojalitet till kung Kristian II. 
Han dog 9 oktober 1530 i Roskilde och är begravd i Roskilde domkyrka, där han tituleras riddare på gravstenen, vilket han dock först kan ha blivit samma år, åtminstone efter den 3 juni.
Han var gift med Sidsel Jensdatter Ribbing.

### Fotnoter
1. 1 2  Leo van de Pas, Genealogics, 2003, läs online och läs online.[källa från Wikidata]